# Boerenopstand
Een boerenopstand is een opstand van boeren of plattelandsbewoners tegen een autoriteit. In de wereldgeschiedenis kwamen landbouwers vaak in het verzet, onder andere uit verzet tegen belastingen of lijfeigenschap, door sociale ongelijkheid, hongersnood of herverdeling van land, en in tijden van godsdienstoorlog of nationale ontvoogdingsstrijd. De meeste boerenopstanden werden vroegtijdig neergeslagen, vaak door een gebrek aan middelen, organisatie en training.

## Lijst
- Chen Sheng Wu Guang-opstand (209 v.Chr.) in China
- Gele Tulbandenopstand (184) in China
- Bagaudae (3e tot 5e eeuw) in Gallië en Hispania
- Stellinga (841-843) in het Hertogdom Saksen
- Boerenopstand (870-907) in China
- Slag bij Ane (1227) Nederland, waarin vele Drentse boeren meevochten tegen de toenmalige Bisschop van Utrecht.
- Volksopstanden in de Europese late middeleeuwen:
  - Boerenopstand (1323-1328) in Vlaanderen (o.l.v. Nicolaas Zannekin)
  - Boerenopstand (1343-1345) in Estland (Sint-Jorisnacht)
  - Boerenopstand (1358) in Frankrijk (Jacquerie)
  - Boerenopstand (1381) in Engeland
  - Opstand van Kassel-Ambacht (1427-1431)
- Ikko-ikki (1488-1588) in Japan
- Hongaarse Boerenopstand (1514) onder leiding van György Dózsa
- Slowaakse Boerenopstand (1515)
- Duitse Boerenoorlog (1524-1525)
- Kroatisch en Sloveense Boerenoorlog (1573)
- Bolotnikovopstand (1606-1607) in Rusland (onderdeel van Tijd der Troebelen)
- Kostka-Napierski-opstand (1651) in Polen
- Zwitserse Boerenoorlog (1653)
- Boerenoorlog van Stenka Razin (1670) in Rusland
- Pachtersoproer (1748) in Nederland
- Poegatsjovopstand (1773-1775) in Rusland
- Boerenkrijg (1798) in de Zuidelijke Nederlanden
- Taiping-opstand (1851-1864) in China (20 tot 30 miljoen doden)
- Mahtraoorlog (1858) in Estland
- Boerenoorlog (1880-1902) in Zuid-Afrika, te onderscheiden in:
  - Eerste Boerenoorlog (1880–1881) en
  - Tweede Boerenoorlog (1899–1902)
- Chichibu-incident (1884) in Japan
- Roemeense Boerenopstand (1907) in Moldavië en Walachije
- Boerenopstand (1963) in Hollandscheveld onder leiding van Hendrik Koekoek
- Boerenopstand (1971) in Tubbergen over stemming ruilverkaveling